# Psephellus pyrrhoblepharus
Psephellus pyrrhoblepharus là một loài thực vật có hoa trong họ Cúc. Loài này được (Boiss.) Wagenitz mô tả khoa học đầu tiên năm 2000.